# Comté de Hall (Nebraska)
Le comté de Hall est un comté de l'État du Nebraska, aux États-Unis. Son siège est la ville de Grand Island.